# Ulee Blang (Jeunieb)
Ulee Blang is een bestuurslaag in het regentschap Bireuen van de provincie Atjeh, Indonesië. Ulee Blang telt 373 inwoners (volkstelling 2010).